# Euxoa niveilinea
Euxoa niveilinea là một loài bướm đêm trong họ Noctuidae. Chúng được tìm thấy ở Bắc Mỹ.